# 小行星6603
小行星6603（英語：6603 Marycragg）是一颗围绕太阳公转的小行星。1990年5月19日，埃莉諾·赫琳在帕洛马山发现了此天体。
这颗小行星的绝对星等为107.14561等。